# Conservatoire à rayonnement régional de Reims
 (août 2025).
Le Conservatoire à rayonnement régional est un établissement d'enseignement artistique (labellisé Architecture contemporaine remarquable) agréé et contrôlé par l'État (direction générale de la Création artistique du ministère de la Culture et de la Communication), représenté par la direction régionale des Affaires culturelles (DRAC). Il propose trois domaines artistiques des arts de la scène : la musique, la danse et le théâtre. Il est situé à Reims (Marne, France). Il est desservi par les lignes de bus 2, 4, 5, 6, 9, 16, 40 et comporte un parking souterrain.

## Histoire
L'école de musique de Reims a été créée le 12 juillet 1912. Son inauguration officielle, le 19 octobre 1913, eut lieu en présence de Raymond Poincaré, alors président de la République française. Après la Grande guerre, il occupait une partie des locaux de l'immeuble de la Mutualité, cours Langlet, de 1927 à 1934. Par la suite, il a longtemps occupé les locaux de l'ancienne banque Chapuis, dans le Quartier des banques à Reims, rue Carnot. Ce bâtiment, réalisé entre 1922 et 1924, est l'œuvre de l'architecte Émile Dufay-Lamy. Les sculptures sont de Louis-Aimé Lejeune, les verreries de Jacques Simon et le jardin suspendu d'Édouard Redont.
Le nouveau bâtiment est l’œuvre des architectes Jean-Loup Roubert, Henri Dumont et Jacques Bléhaut, en 1994. Le Conservatoire se situe à l’emplacement de la congrégation des religieuses du Bon Pasteur, communauté démantelée fin XIXe et dont le monastère a été transformé alors en filature. Sa forme s’inspire des courbes des ouïes et des éclisses d’un violon.

### Directeurs successifs
- 1912 à 1913 : Ernest Lefèvre-Dérodé (1853-1913), compositeur.
- 1913 à 1947 : Jules Hansen (1876-1947), compositeur et pédagogue.
- 1947 à 1951 : Félicien Forêt (1890-1978), compositeur.
- 1951 à 1980 : Jacques Murgier (1912-1986), violoniste, chef d'orchestre et compositeur.
- 1981 à 1982 : Jacques Larguèze (1938-2015), pianiste.
- 1982 à 2001 : René Rainouard, (1932-2020), tromboniste.
- 2001 à 2008 : Marie-Pierre Mantz, pianiste et chambriste.
- 2008 à 2012 : Vincent Dubois (1980- ), organiste et improvisateur.
- 2012 à 2015 : Gilles Herbillon (1962- ), trompettiste, compositeur et chef d'orchestre.
- 2017 à 2024 : Agnès Hervé-Lebon, claveciniste.
- Depuis mai 2024 : William Bensimhon, pianiste.

## Le CRR aujourd’hui
Le conservatoire et ses 90 enseignants accueillent 1 400 élèves.

### Diplômes délivrés
Le conservatoire décerne un certificat d'études musicales chorégraphiques et théâtrales, qui clôt une formation initiale amateur, ainsi que les diplômes d’études chorégraphiques, musicales et théâtrales, pour l'orientation professionnelle.

### Enseignement
Dans le domaine musical, le conservatoire délivre un enseignement concernant les cordes (violon, alto, violoncelle, contrebasse), les bois (flûtes, hautbois, basson, saxophone, clarinette), les cuivres (cor, trompette, trombone, tuba), ainsi que les instruments polyphoniques (piano, guitare, harpe, orgue, percussions). Des classes de chant, d’écriture et de composition musicales et électroacoustique, un département de musique ancienne et un département de jazz et improvisation sont également organisés. 
Les danses classique, contemporaine et jazz font partie de l’offre chorégraphique du conservatoire, ainsi qu’un cursus de théâtre et une formation à l'expression scénique.

### Partenariats
Le conservatoire, en partenariat avec l’Éducation nationale, s’inscrit dans un cycle de classes à horaires aménagés, au sein des écoles primaires Jard et Danube (pour la musique), et des collèges Université et Saint-Rémi (pour la musique et la danse)[pas clair]. En ce qui concerne le lycée, celui de Jean-Jaurès propose des classes TMD (baccalauréat technologique de musique ou de danse) en lien avec le conservatoire,.

### Équipements
Le bâtiment du conservatoire à rayonnement régional de Reims dispose de :
- 4 auditoriums : 400, 100, 50 et 50 places (acoustique excellente[réf. nécessaire] - régie numérique dans les deux Auditoriums) ;
- 5 salles de grande dimension et d'activités multiples (cours publics, auditions, etc.) ;
- 3 studios de danse ;
- 1 médiathèque contenant plus de 22 000 documents répartis en diverses collections (partitions, livres, enregistrements, revues spécialisées…)[Note 1].

## Liste des anciens élèves du conservatoire

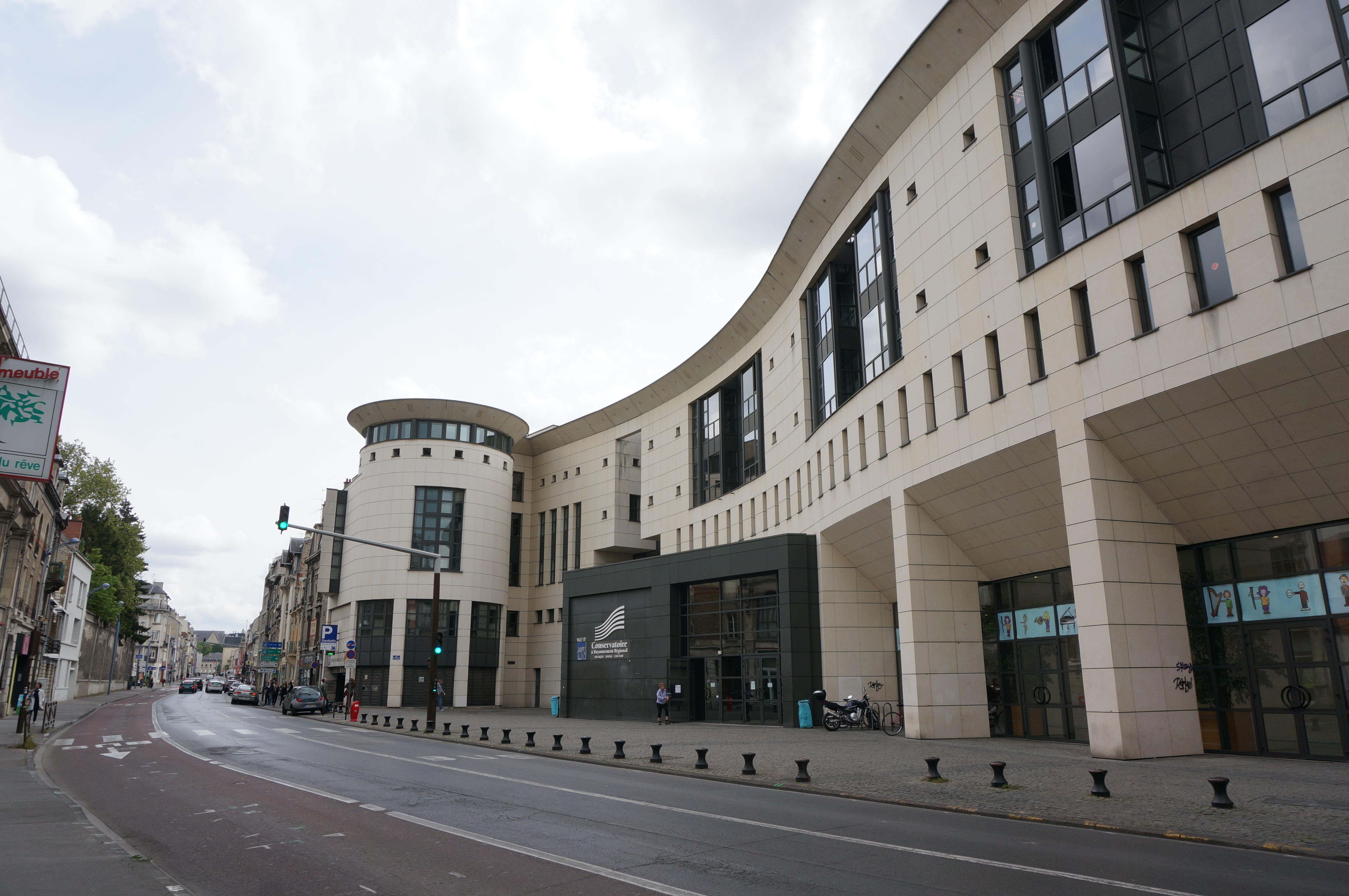
Entrée rue Gambetta.
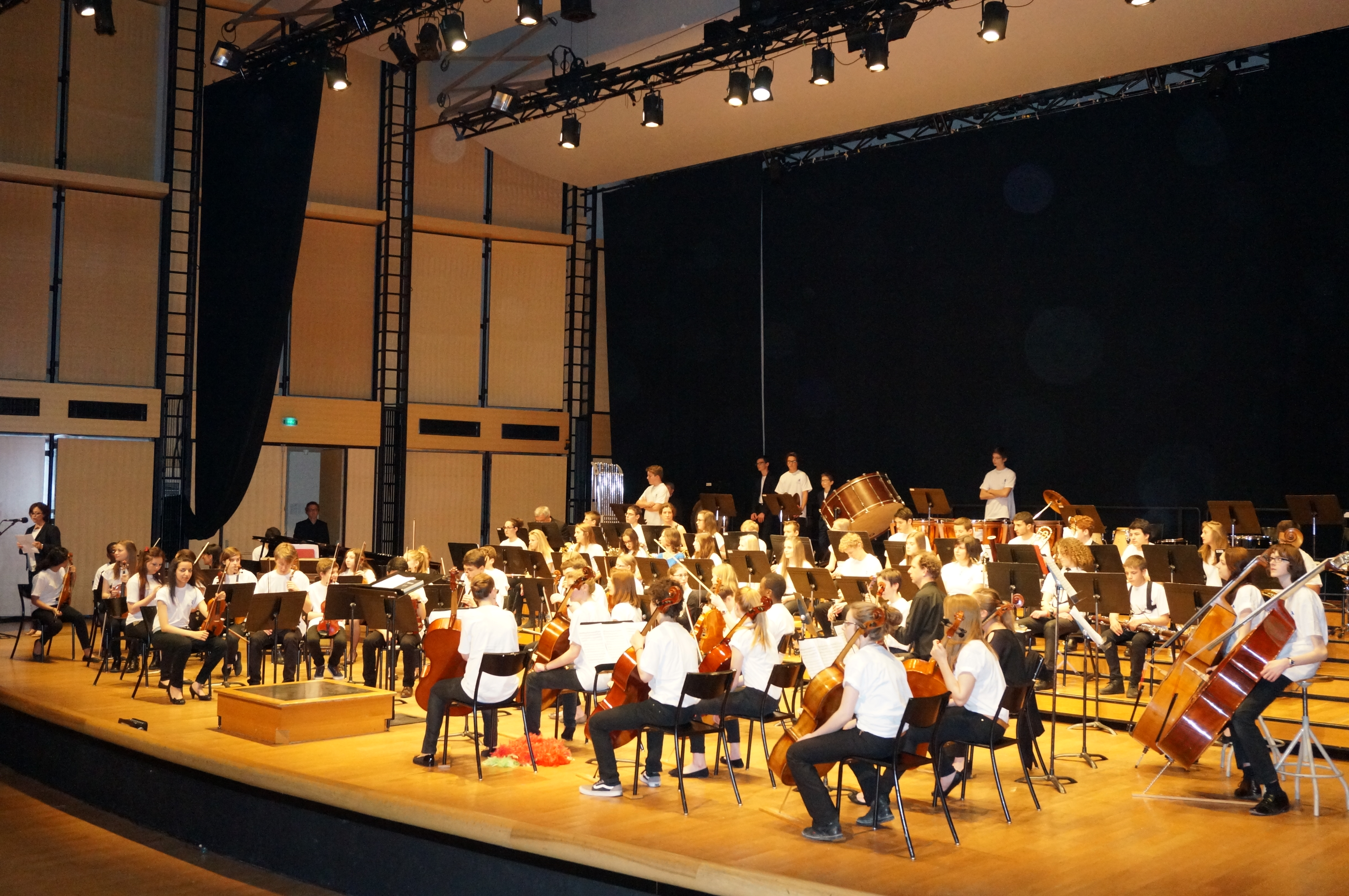
Orchestre dans la grande salle du conservatoire.
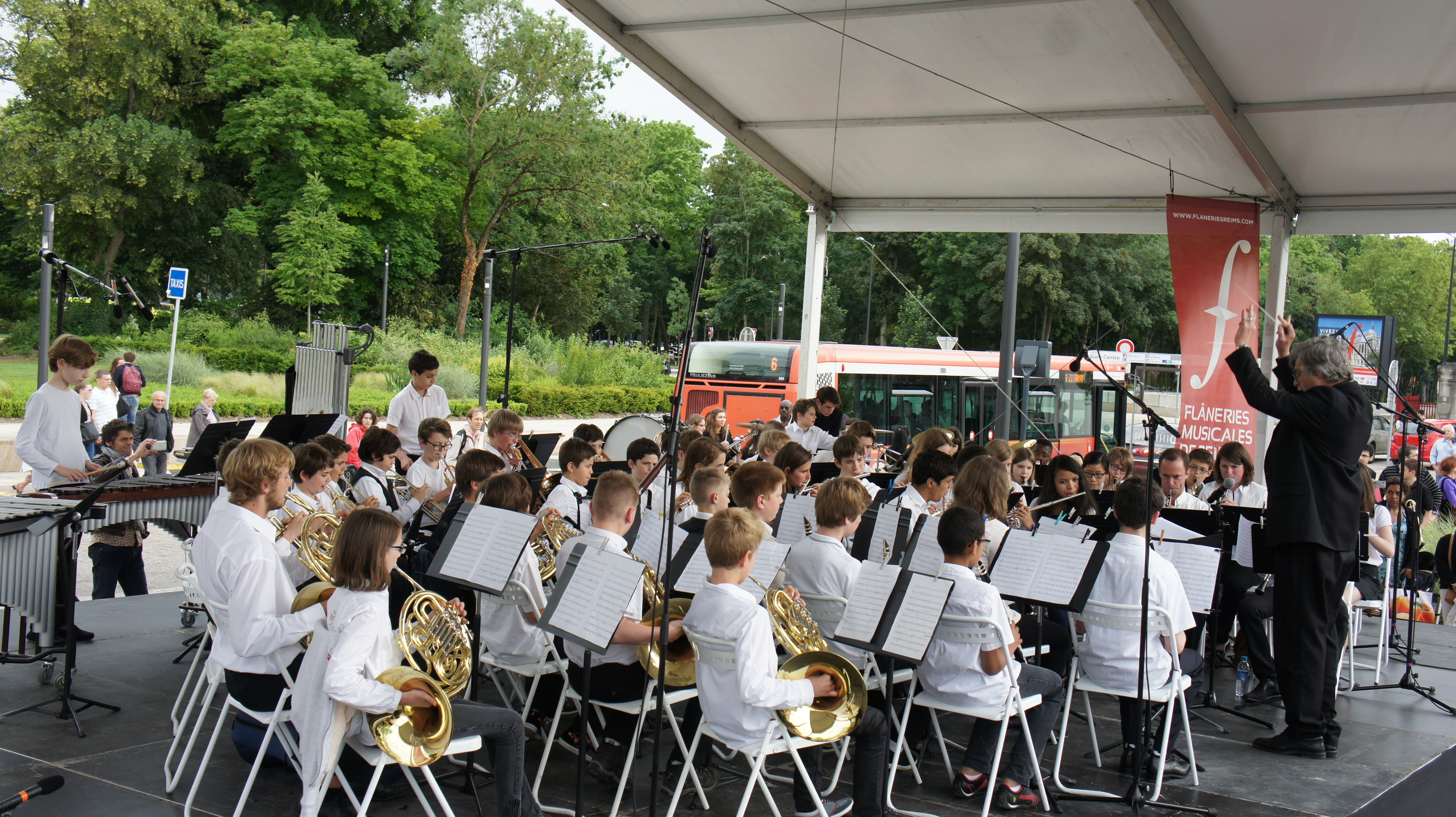
Classes vents en 2013 lors des Flâneries musicales de Reims.
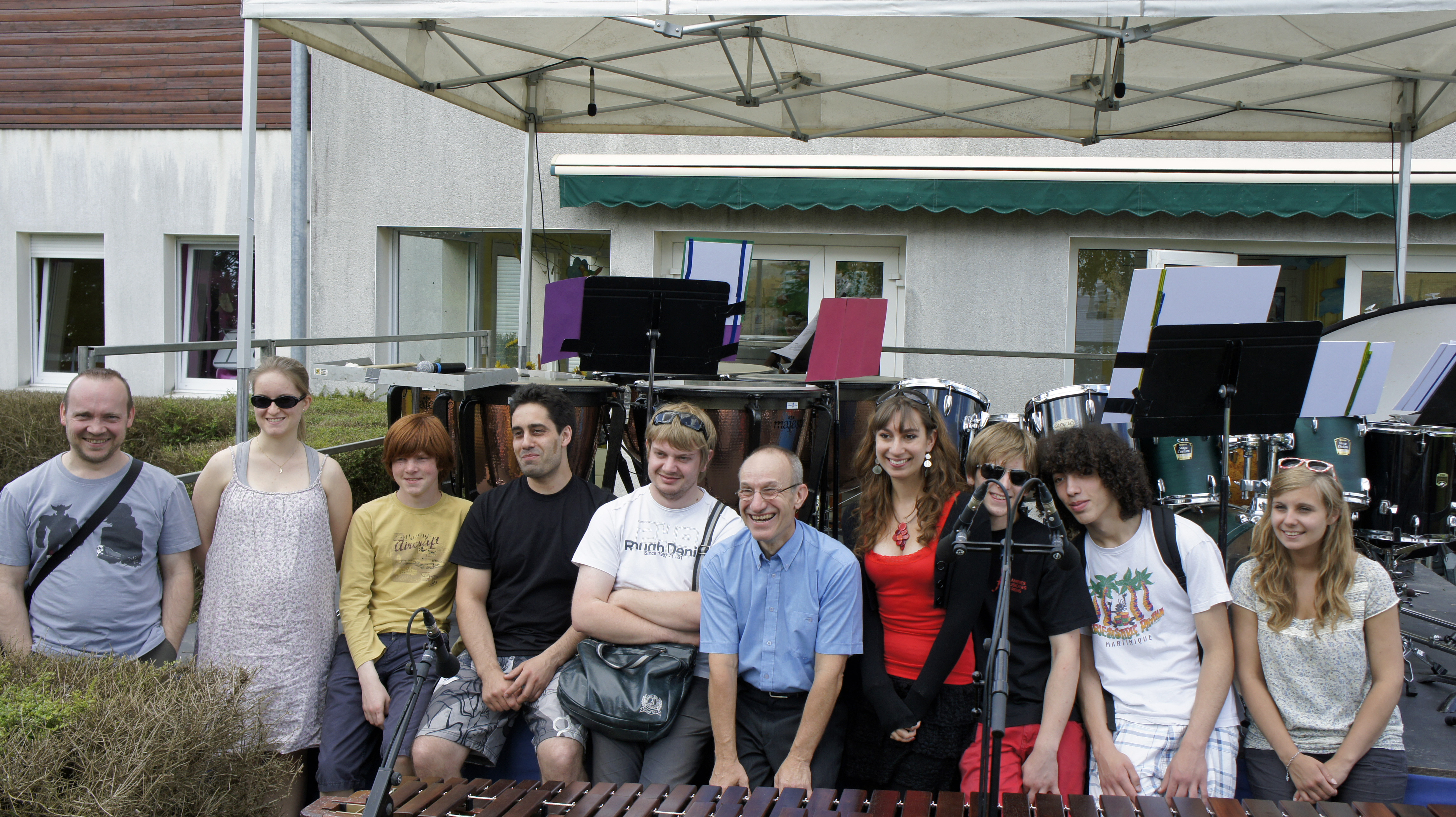
Jean Fessard et percussions, en 2012 lors des Flâneries musicales de Reims.